# Мщонув
Мщонув (пол. Mszczonów) — город в Польше, входит в Мазовецкое воеводство, Жирардувский повят. Имеет статус городско-сельской гмины. Занимает площадь 8,56 км². Население 6323 человек (на 2006 год).

## История
После Венского конгресса — в Российской империи, город Блонского уезда Варшавской губернии.
В начале XX века: жителей 5299 (из них — 2645 женщин); фабрики изразцов, спичек; заводы уксусный, кожевенный и винокуренный; католическая церковь, синагога, 2 школы.

## Известные уроженцы
- Круковский, Стефан (1890—1982) — один из наиболее знаменитых польских археологов XX века.